# Eraserheads
Eraserheads o E-Heads es una destacada banda filipina surgida de la Pinoy rock en la década de 1990, formada por Ely Buendía, Raimund Marasigan, Buddy Zabala y Marcus Adoro. Es una de las más exitosas agrupaciones, críticamente aclamado entre otras bandas más importantes de la historia de la música original de Pinoy, que ganó el elogio, denominados como "Los Beatles de Filipinas". Eraserheads también ha acreditado por encabezar una segunda oleada de invasiones de otros grupos musicales en Manila, allanando el camino para una serie de influyentes bandas de rock alternativo. La banda lanzó varios singles, álbumes y EP que alcanzaron el número uno. El éxito comercial es más evidente en el lanzamiento de su tercer álbum Cutterpillow, que logró platino estando varias veces en las importantes listas de los rankings de su país. Eraserheads ha sido una de las bandas más vendidas en distintas actuaciones musicales de todos los tiempos, la pavimentación en su camino para una carrera internacional que les ganó el "Moon Man" en los MTV Video Music Awards. Su música diversa, ha sido trabajado tanto en el metro y los principales escenas de la industria de la música de Filipinas. Por la fusión de diferentes estilos musicales, como alternativa, son el pop, rock, reggae y synthpop, Eraserheads ayudó también a cambiar el sonido de Pinoy rock. 

## Discografía

### Estudio Álbumes
- UltraElectroMagneticPop! (1993)
- Circus (1994)
- Cutterpillow (1995)
- Fruitcake (1996)
- Sticker Happy (1997)
- NATIN'99 (1999)
- Stereoxide de carbono (2001)

### EP / Demos
- Sub Pop! (1991)
- Fruitcake PE (1996)
- Bananatype PE (1997)
- Por favor, transposición de PE (2003)

### Compilaciones
- Aloha Milkyway (1998)
- Eraserheads: The Singles (2001)
- Eraserheads Antología (2004)
- Eraserheads Antología 2 (2006)

### Discos en vivo
- Eraserheads: La reunión 08.30.08 Concierto (2008)
- Eraserheads: el grupo final (2009) (2-discos, empaquetado con DVD)